# Bolívar (Santander)
Bolívar è un comune della Colombia facente parte del dipartimento di Santander.
L'abitato venne fondato da Pedro Antonio Castañeda e Ramón Palomino nel 1844, mentre l'istituzione del comune è del 1887.